# 김인중
김인중(金仁中, 1968년 ~ )은 대한민국의 제7대 농림축산식품부 차관인 공무원이다.

## 학력
- 진천중학교 졸업
- 청주신흥고등학교 졸업
- 연세대학교 행정학 학사
- 연세대학교 행정대학원 석사

## 경력
- 1993.12 제37회 행정고시 합격
- 1994.4 사무관
- 농림부 국제농업국 국제협력과 사무관
- 2001.10 농림부 공보관실 서기관
- 2001.11 농림부 식량생산국 식량정책과 서기관
- 2004.7 농림부 기획관리실 투자심사담당관 직무대리
- 2004.7 농림부 정책홍보관리실 재정평가팀장
- 농림부장관 비서관
- 2007.6 농림부 품종보호심판위원회 상임위원
- 2010.2 농림수산식품부 기획재정담당관
- 2012.3 농림수산식품부 농어촌정책과 과장
- 2014.2 중앙공무원교육원 파견
- 2015.2 새만금개발청 개발사업국 국장
- 2016.12 농림축산식품부 식품산업정책실 창조농식품정책관
- 2017.11 농림축산식품부 농업정책국 식량정책관
- 2019.12 농림축산식품부 농촌정책국 국장
- 2021.1 농림축산식품부 차관보
- 2021.4 농림축산식품부 식품산업정책실 실장
- 2021.12 농림축산식품부 차관보
- 2022.5 ~ 2023.7: 농림축산식품부 차관
- 2022.5 ~ 2023.6: 사행산업통합감독위원회 당연직 위원
- 2024 ~ 2025.5: 한국농수산대학교 교양학부 석좌교수
- 2025.5 ~ : 제12대 한국농어촌공사 사장